# 折衷
| ウィキペディアには「折衷」という見出しの百科事典記事はありません（タイトルに「折衷」を含むページの一覧/「折衷」で始まるページの一覧）。 代わりにウィクショナリーのページ「折衷」が役に立つかもしれません。 |